# Proleptus minutus
Proleptus minutus is een rondwormensoort uit de familie van de Physalopteridae. De wetenschappelijke naam van de soort is voor het eerst geldig gepubliceerd in 1871 door van Beneden.